# Les Ribes (Collmorter)
Les Ribes és una costa de muntanya del terme municipal de Castell de Mur, dins de l'antic terme de Mur, al Pallars Jussà, en terres de Collmorter.
Estan situades al sud de Collmorter, a llevant del Cingle del Solà i al nord de les Roureres de Roca, a l'esquerra del barranc de Mur.